# Hachinohe
Hachinohe (八戸市; Hachinohe-shi) és una ciutat del Japó situada a la prefectura d'Aomori.